# Монор
Монор (угор. Monor) — місто в центральній частині Угорщини, у медьє Пешт. Населення — 21 717 осіб (2005).